# Agrilus minutus
Agrilus minutus é uma espécie de inseto do género Agrilus, família Buprestidae, ordem Coleoptera.
Foi descrita cientificamente por Harold, 1869.